# Mrandung
Mrandung is een bestuurslaag in het regentschap Bangkalan van de provincie Oost-Java, Indonesië. Mrandung telt 2099 inwoners (volkstelling 2010).